# Gebhard Fürst

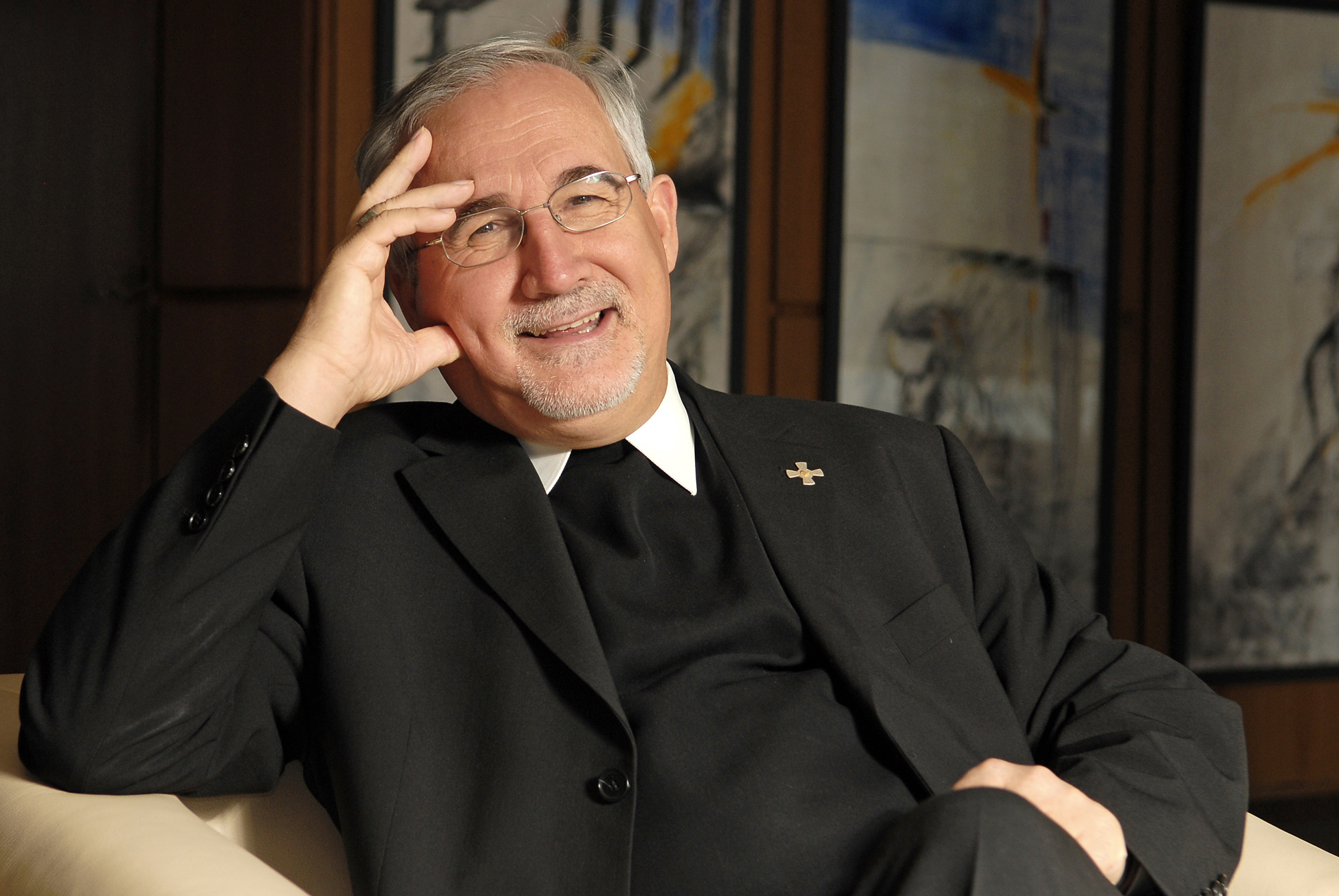
Bischof Gebhard Fürst (2008)

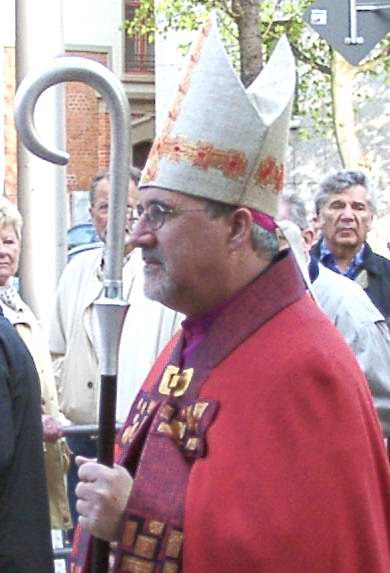
Bischof Gebhard Fürst 2004 in Stuttgart-Bad Cannstatt

Bischofswappen von Gebhard Fürst

Gebhard Fürst (* 2. Dezember 1948 in Bietigheim) ist emeritierter Bischof der Diözese Rottenburg-Stuttgart, der er von 2000 bis 2023 vorstand.

## Leben

### Werdegang
Gebhard Fürst begann 1969 sein Studium nach dem Abitur, das er am Mathematisch-naturwissenschaftlichen Gymnasium Bietigheim ablegte, mit der griechischen und hebräischen Sprache am Collegium Ambrosianum in Stuttgart. Er setzte es fort mit dem Fach Katholische Theologie an der Katholisch-Theologischen Fakultät der Eberhard Karls Universität Tübingen (1970) und an der Katholisch-Theologischen Fakultät der Universität Wien (1971 bis 1972). 1975 legte er die Theologische Hauptprüfung (Erste Dienstprüfung) ab; im gleichen Jahr trat er in das Priesterseminar der Diözese Rottenburg-Stuttgart in Rottenburg am Neckar ein. Am 13. Dezember 1975 erfolgte die Diakonenweihe. Danach war er als Diakon in St. Johannes in Nürtingen tätig. 1977 erfolgte seine Priesterweihe durch Bischof Georg Moser in der Basilika St. Vitus in Ellwangen (Jagst). Daraufhin wurde er Vikar in St. Josef in Stuttgart-Heslach und 1979 Repetent am Bischöflichen Theologenkonvikt der Diözese Rottenburg-Stuttgart Wilhelmsstift in Tübingen sowie Doktorand von Max Seckler am Lehrstuhl für Fundamentaltheologie der Katholisch-Theologischen Fakultät der Universität Tübingen. Im Jahr 1980 erfolgte die Zweite Dienstprüfung.
1983 wurde Fürst kommissarischer Direktor des Theologenkonviktes Wilhelmsstift in Tübingen, 1986 Direktor der Akademie der Diözese Rottenburg-Stuttgart und Mitglied der Sitzung des Bischöflichen Ordinariates. 1987 promovierte er im Fach Fundamentaltheologie mit der Dissertationsschrift „Sprache als metaphorischer Prozess. Johann Gottfried Herders hermeneutische Theorie der Sprache“. Von 1993 bis 2000 war er Vorsitzender des Leiterkreises der Katholischen Akademien in Deutschland. Im Jahr 1999 verlieh ihm Papst Johannes Paul II. den Titel Kaplan Seiner Heiligkeit.

### Bischof
Papst Johannes Paul II. ernannte Gebhard Fürst am 7. Juli 2000 zum Bischof von Rottenburg-Stuttgart. Die Bischofsweihe spendete ihm der Freiburger Erzbischof Oskar Saier am 17. September desselben Jahres; Mitkonsekratoren waren sein Vorgänger, Kurienbischof Walter Kasper, und Weihbischof Johannes Kreidler.
Von 2007 bis 2021 war Gebhard Fürst Vorsitzender der Publizistischen Kommission, einer der 14 Bischöflichen Kommissionen der Deutschen Bischofskonferenz. Des Weiteren ist er Mitglied der Glaubenskommission und leitet deren Unterkommission Bioethik. Von 2000 bis 2016 war Bischof Fürst Geistlicher Assistent des Zentralkomitees der deutschen Katholiken (ZdK).
Im Oktober 2023 bot Fürst Papst Franziskus seinen Rücktritt als Bischof von Rottenburg-Stuttgart zum 2. Dezember 2023, dem Tag seines 75. Geburtstags, an. Die offizielle Annahme des Rücktrittsgesuchs durch Papst Franziskus erfolgte am 4. Dezember 2023. Er war zum Zeitpunkt seiner Emeritierung der am längsten amtierende deutsche Diözesanbischof.

### Mitgliedschaften und Ehrungen
Als Direktor der Akademie der Diözese Rottenburg-Stuttgart war Gebhard Fürst Vorsitzender des Preiskomitees des Aleksandr-Men-Preises „Für die Ökumene der Kulturen“. Außerdem war er Mitglied des Kulturausschusses der Landeshauptstadt Stuttgart, leitendes Mitglied im Kuratorium der Akademie der Diözese Rottenburg-Stuttgart und Mitglied im Vorstand der Vereinigung der Freunde und Förderer der Akademie. Weitere Mitgliedschaften bestanden im Vorstand des Geschichtsvereins der Diözese Rottenburg-Stuttgart, im Vorstand des Diözesanbildungswerkes, in der Theologischen Kommission der Arbeitsgemeinschaft Christlicher Kirchen in Baden-Württemberg (ACK) und in der Frauenkommission der Diözese Rottenburg-Stuttgart (bis 1999).
Als Bischof gehörte er von 2001 bis Mai 2005 dem Nationalen Ethikrat als Vertreter der katholischen Kirche an. Die Berufung zum Nationalen Ethikrat erfolgte 2001 durch Beschluss des Bundeskabinetts.
2003 wurde er von Kardinal-Großmeister Carlo Kardinal Furno zum Großoffizier des Ritterordens vom Heiligen Grab zu Jerusalem ernannt und am 4. Oktober 2003 durch Anton Schlembach, Großprior der deutschen Statthalterei, investiert.
Gebhard Fürst ist Ehrenmitglied im Rotary International District 1830 Esslingen Filder. Er ist Mitglied der Theologenverbindung AV Albertus Magnus in Tübingen und seit 2002 Ehrenmitglied der katholischen Studentenverbindung AV Alania Stuttgart im CV. 2013 erhielt Fürst den Verdienstorden des Landes Baden-Württemberg.
Fürst ist Kuratoriums-Mitglied der Akademie für gesprochenes Wort in Stuttgart.

## Positionen

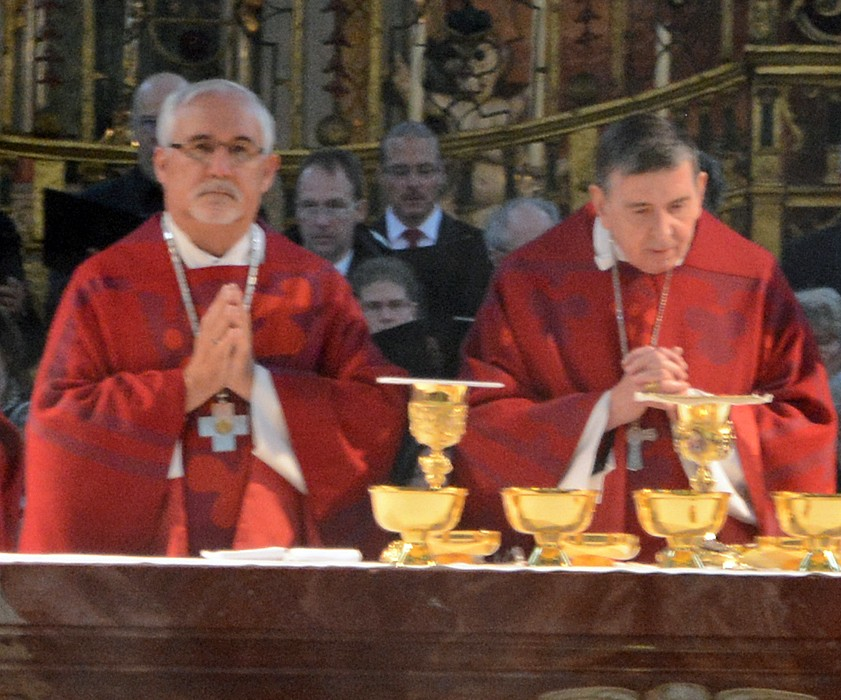
Bischof Gebhard Fürst (links) mit Kardinal Kurt Koch am Pontifikalamt nach dem Blutritt zu Weingarten am 15. Mai 2015

### Stammzellforschung
Bischof Fürst lehnt die Forschung an embryonalen Stammzellen ab. Seine diesbezügliche Äußerung, auch die Nationalsozialisten hätten ihre Menschenversuche mit dem Argument verbesserter Heilungschancen begründet, wurde von deutschen Wissenschaftlern kritisiert.

### Bestattungswälder
Am Beginn der Urnenwald-Expansion stand ein Disput, im Gemeindegebiet der Stadt Isny einen Bestattungswald zu eröffnen. Der Bischof nahm Anstoß an dem als naturreligiös-esoterisch empfundenen Internetauftritt der federführenden Friedwald-GmbH, besonders an der Aussage, der Baum nehme die Asche als Nährstoff, sie werde so zu einem Sinnbild für das Fortbestehen des Lebens. Er kritisierte, hinter dem Geschäft stehe eine Hinwendung zur Natur als quasi-göttlicher Instanz. Die Friedwald GmbH hat daraufhin ihren Webauftritt dauerhaft geändert, konnte aber den beantragten Standort bei Isny nicht durchsetzen.

### Bluttests an Schwangeren
Als Vorsitzender der Kommission für Bioethik der DBK sieht Fürst in den vorgeburtlichen Tests auf das Down-Syndrom die Gefahr, „dass genetisch als nicht genügend eingestufte Menschen bereits im Mutterleib ausgesondert“ würden. Gleichzeitig könne laut Fürst die Früherkennung von Krankheiten aber auch ein Segen sein.

### Hohenheimer Tagung 2011
2011 untersagte Bischof Fürst eine Tagung an der Akademie in Hohenheim, die das Verhältnis von katholischer Sexualmoral und offener Gesellschaft thematisieren sollte, mit der Begründung, die Zusammensetzung der Referenten sei nicht ausgewogen genug.

### Beschneidungsurteil
Bischof Fürst hat das Urteil des Kölner Landgerichts zu religiös begründeten Beschneidungen kritisiert und versicherte Juden und Muslimen seine Solidarität. Er sprach von einem „schwerwiegenden Eingriff in die Religionsfreiheit“.

### NS-Zwangsarbeiter
In der Frage der zwischen 1939 und 1945 in kirchlichen Einrichtungen der Diözese eingesetzten Zwangsarbeiter wirkte Bischof Fürst unmittelbar nach seinem Amtsantritt auf eine Entschädigung hin, gleichzeitig wurde eine Kommission gegründet, die dieses Thema wissenschaftlich aufarbeiten sollte. An ehemalige Zwangsarbeiter wurden jeweils 5000 DM ausbezahlt, überdies konnten acht der 13 noch lebend ermittelten Personen der Einladung Fürsts zu einem Urlaubs- und Kuraufenthalt in der Diözese persönlich folgen und von ihm empfangen werden.

### Missbrauchsskandal in der katholischen Kirche
Bereits früh begann in der Diözese Rottenburg-Stuttgart die Aufarbeitung kirchlicher Missbrauchsfälle. 2002 wurde die Kommission sexueller Missbrauch eingerichtet. Laut Fürst zeige jeder einzelne Fall, „wie es Menschen verändert, die einem sexuellen Missbrauch zum Opfer gefallen sind und die meist ein Leben lang darunter leiden.“

### Diözesanfinanzen
Im Oktober 2013 kritisierte Bischof Fürst einen Beitrag des Magazins Kontraste, demzufolge mit der für 39,2 Millionen Euro erfolgten Sanierung des Bischöflichen Ordinariats bzw. dessen teilweisem Neubau „falsche Prioritäten“ gesetzt worden seien, und bezeichnete ihn als „verzerrt“. Dieser Um- bzw. Neubau sei transparent aus Kirchensteuermitteln finanziert worden, überdies habe der Diözesanrat, das höchste Haushaltsgremium, dieses Projekt über Jahre hin begleitet. Ferner sagte Fürst, entgegen dem Kontraste-Beitrag plane die Diözese durchaus, ihr Vermögen zu veröffentlichen. Aufgrund der dafür erforderlichen Umstellung der Buchführung könne das jedoch erst zum Ablauf des Haushaltsjahrs 2013 (Frühsommer 2014) erfolgen. Auch Vorwürfe hinsichtlich der Wohn- und Gewerbeimmobilien des Siedlungswerks, an dem die Diözese zu 75 % beteiligt ist, wies Fürst zurück und verwies auf dessen „soziale und ökologische Leitlinien“.

### Pegida/AfD
In seiner Weihnachtsbotschaft sowie der Silvesterpredigt 2014 bezog Fürst Position gegen die Pegida-Bewegung. Wer unter dem Vorwand, das christliche Abendland vor Überfremdung schützen zu wollen, Flüchtlingen Hilfe verwehre und Fremdenhass zulasse oder verbreite, verrate christliche Werte und gieße Öl ins Feuer des Fundamentalismus, und wer Weihnachtslieder singe (auf der Pegida-Demonstration am 22. Dezember 2014 wurde dazu aufgerufen), müsse deren Sinn erfassen, nämlich dass Gott mit Notleidenden und Hilflosen sei. Im Februar 2016 kritisierte Fürst in einem Interview die AfD mit den Worten: „Wenn ich daran denke, dass man da mit Schusswaffengebrauch Überlegungen anstellt, dann sieht man den Horizont, in dem manche Menschen denken. Da müssen wir uns klar distanzieren.“ Fürst selbst hatte veranlasst, dass von 2014 bis Anfang Dezember 2018, als dann die Flüchtlingszahlen gesunken waren, im Gästehaus des ehemaligen Klosters Weingarten afrikanische Flüchtlinge wohnten und im Hauptgebäude eine Erstaufnahmestelle des Landes Baden-Württemberg für Flüchtlinge aus Syrien, Afghanistan und Eritrea eingerichtet wurde. Als Art Wohngemeinschaft sollen die Klostergebäude in Zukunft geflüchtete Familien mit Bleiberecht sowie Studenten beherbergen.

### Frauenordination
In der Diskussion um die Frauenordination bekannte sich Fürst im März 2017 zum Frauendiakonat und bezeichnete es als „Zeichen der Zeit“.

### Antisemitismus
An Weihnachten 2017 unterstützte Fürst die Forderung nach einem Bundesbeauftragten gegen Antisemitismus. Es gebe „wachsende Ressentiments gegenüber jüdischen Mitbürgern“, die auch unter Migranten zu finden seien.

### Digitalisierung
In einem Interview mit der Stuttgarter Zeitung im Januar 2018 warnte Fürst davor, dass bei einer „ungehemmten Entwicklung“ Algorithmen die Herrschaft übernehmen und der Mensch seine Urteilsfähigkeit, Freiheit und Würde verlieren könne. Das Land dürfe den wirtschaftlichen Anschluss nicht verlieren, jedoch brauche dieser Prozess Regeln. Konkret kritisierte Fürst die Entwicklung zum „gläsernen Menschen“ sowie die Freiverfügbarkeit privatester Daten und Informationen. In Bereichen, in denen weitreichende Entscheidungen gesucht und getroffen werden müssten, oder in der Pflege und Medizin, deren wichtigstes Merkmal die Menschenzugewandtheit sei, dürften Roboter oder künstliche Intelligenzen nicht zum Einsatz kommen.
Trotz der Empfehlung der Konferenz der Diözesandatenschutzbeauftragten entschied Fürst nach Inkrafttreten der DSGVO 2018, die Facebookseite seiner Diözese zu erhalten.
Auf Twitter äußerte er sich im März 2019 gegen Upload-Filter.

### Ökumene
Am 25. März 2019 machte der Bischof in Ravensburg deutlich, dass eine wechselseitige Teilnahme aller Christen am evangelischen Abendmahl und an der katholischen Eucharistiefeier nicht möglich sei.
Damit begründete er auch, warum der dortige katholische Stadtpfarrer sich schon 2018 wieder von der Ravensburger Erklärung distanzieren musste. Das am 8. Oktober 2017 auch von katholischen und evangelischen Geistlichen aus Ravensburg unterzeichnete Dokument besagt unter anderem, dass sich beide Konfessionen gegenseitig zur katholischen Kommunion und zum evangelischen Abendmahl einladen wollen.

### Corona-Pandemie
Nach einer Distanzierung der Deutschen Bischofskonferenz von dem „Aufruf für die Kirche und die Welt“, den eine Gruppe um Erzbischof Carlo Maria Viganò formuliert hatte und in dem die Rede davon war, dass vor dem Hintergrund der COVID-19-Pandemie „Kräfte […] daran interessiert“ seien, „in der Bevölkerung Panik zu erzeugen“, und die Maßnahmen der Regierungen „der beunruhigende Auftakt zur Schaffung einer Weltregierung, die sich jeder Kontrolle entzieht“, seien, kritisierte Fürst diese Aussagen auch persönlich in einer Pressemitteilung und sagte, er distanziere sich „klar von solchen gefährlichen Theorien. Wer die Bemühungen der Politik, Menschenleben vor dem Coronavirus zu schützen, in eine dubiose Weltverschwörung umdeutet, spielt mit dem Feuer“. In seiner Pfingstbotschaft 2020 kritisierte Fürst Teilnehmer von Demonstrationen gegen Corona-Maßnahmen. Sie würden ihr Bedürfnis nach Freiheit über den Schutz von schwachen und verletzlichen Menschen stellen, sagte Fürst. Das sei „nicht nur unsolidarisch, sondern geradezu egoistisch und im höchsten Maße verletzend“. Gleichzeitig nannte er die Krise „[b]esonders einschneidend und bedrückend“ für Menschen, die gesundheitlich vorbelastet seien, deren Arbeitsplatz gefährdet sei oder die finanzielle Einbußen hinnehmen müssten. Vor den im Juli 2020 in seinem Bistum geplanten Priesterweihen zog sich Fürst gemeinsam mit den acht Weihekandidaten zu einer freiwilligen Corona-Quarantäne in das Kloster Kellenried bei Weingarten zurück. Wie die Diözese mitteilte, solle dadurch eine Infektion ausgeschlossen und die Weihefeier ohne Abstandsregeln und Schutzmaske möglich werden. Fürst selbst begründete diesen Schritt damit, dass der Ritus der Priesterweihe ein großes Maß an Nähe erfordere – beispielsweise bei der Salbung oder dem Aufeinanderlegen der Hände beim Treueversprechen –, so dass das Einhalten von Abstandsregeln dabei nicht möglich sei. Man wolle „einerseits den Weihegottesdienst möglichst würdevoll feiern können und gleichzeitig das Signal nach außen geben, dass beim Infektionsschutz die geltenden Regeln für Gottesdienste eingehalten werden.“

## Schriften (Auswahl)

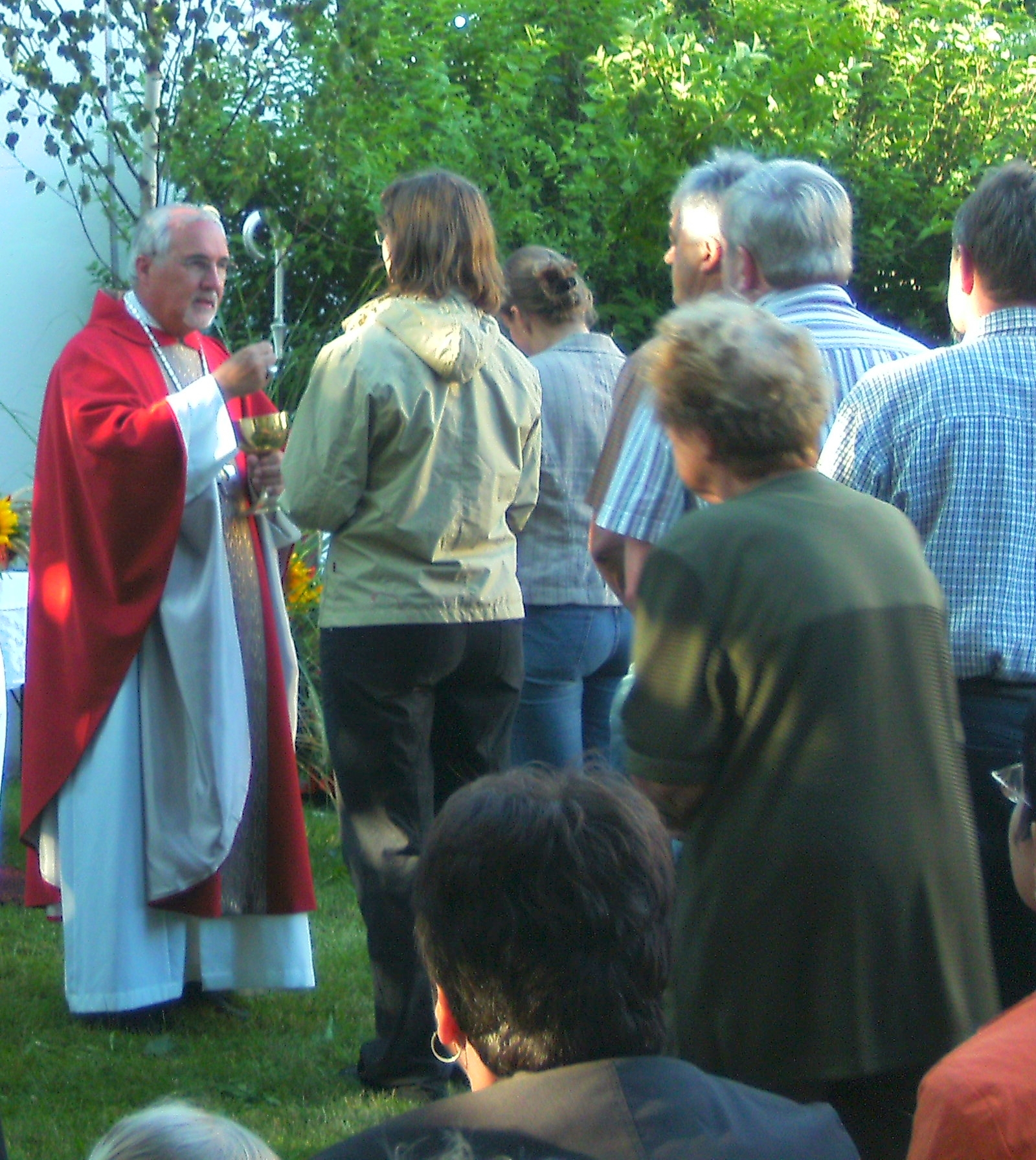
Bischof Fürst 2008 in Oberschwaben

- Sprache als metaphorischer Prozess: Johann Gottfried Herders hermeneutische Theorie der Sprache. Grünewald, Mainz 1988.
- „Kirche braucht Kulturstationen“. Ein Gespräch mit Akademiedirektor Gebhard Fürst. In: Herder Korrespondenz. 53, 1999, S. 182–187.
- (Hrsg.): Zäsur: Generationswechsel in der katholischen Theologie/Akademie der Diözese Rottenburg-Stuttgart. Akademie der Diözese Rottenburg-Stuttgart, Stuttgart 1997.
- Höllenerfahrungen in Literatur und Kunst.(1998)
- (Hrsg.): Dialog als Selbstvollzug der Kirche? (Quaestiones disputatae 166) Herder, Freiburg im Breisgau, Basel, Wien 1997.
- Das heilige Buch der Menschen. Johann Gottfried Herders hermeneutische Sprachtheorie der Bibel. Ein Beitrag zur Herder-Forschung. In: Michael Kessler (Hrsg.): Fides quaerens intellectum: Beiträge zur Fundamentaltheologie. Max Seckler zum 65. Geburtstag. Tübingen 1992.
- (Hrsg.): Wechselbekenntnisse: auf dem Weg zur Normalität; aus einer Ost-West-Begegnung in turbulenter Zeit. Akademie der Diözese Rottenburg-Stuttgart, Stuttgart 1992.
- Dialog und Gastfreundschaft: 40 Jahre Akademie der Diözese Rottenburg-Stuttgart 1951–1991. Hrsg. von der Akademie der Diözese Rottenburg-Stuttgart. Verantw. für den Inhalt: Gebhard Fürst. Akademie der Diözese Rottenburg-Stuttgart, Stuttgart.
- (Hrsg.): Ideen für Europa. Christliche Perspektiven der Europapolitik (Forum Religion & Sozialkultur, Abt. A, Bd. 9), Münster 2004.
- (Hrsg.): Buch des Lebens. Geschichten vom Leben aus Gottes Kraft, Ostfildern 2004.
- Mensch werden. Anstöße für Advent und Weihnachten, Ostfildern 2007.
- Leben aus der Kraft der Auferstehung. Anstöße zur Fasten- und Osterzeit, Ostfildern 2008.
- Gott und den Menschen nahe. Diakone in missionarischer Kirche, Ostfildern 2010.
- Für eine bewohnbare Kirche. Perspektiven einer menschennahen Pastoral, Ostfildern 2010.
- (Hrsg.), Martin von Tours. Ikone der Nächstenliebe, Ostfildern 2011.